# West-Francië
West-Francië, het West-Frankische Rijk of het West-Frankenrijk (Latijn: Francia Occidentalis) ontstond in 843, toen bij het verdrag van Verdun het Frankische Rijk van keizer Lodewijk de Vrome na diens overlijden in drie ongeveer gelijke delen verdeeld werd onder zijn erfgenamen. Oudste zoon Lotharius volgde op in de rol van keizer over alle drie de grondgebieden, Karel de Kale werd koning van het westelijke deel. Het koninkrijk West-Francië ligt aan de grondslag van het Koninkrijk Frankrijk, dat tot aan de Franse Revolutie bestond en waaruit de huidige Franse Republiek voortgekomen is. Het Frankische Rijk werd voorgoed gesplitst in de jaren 887/888, zodat het deelrijk West-Francië onafhankelijk werd. Vanaf het jaar 987, als het Karolingische huis uitgestorven is, spreken historici al van "Frankrijk".
West-Francië omvatte alle gebieden ten westen van een ruwe noord-zuid-lijn van Antwerpen over Mâcon naar Nîmes.
Het omvatte (meestal) de volgende delen: Aquitanië, (Bourgondië), Bretagne, Catalonië, Gascogne, Zuid-Gothië, Toulouse, Vlaanderen en het Île-de-France. In de loop van de eeuwen verkregen de Franse koningen oostwaarts een groot deel van Midden-Francië, met name de Elzas, Bourgondië, Franche-Comté, Rhône-Alpes en de Provence, door militaire veroveringen, strategische huwelijken of verdragen. Catalonië (Spaanse Mark) werd al vroeg onafhankelijk. Het oude graafschap Vlaanderen werd opgeslokt door Bourgondische Nederlanden en bestond uit Kroon-Vlaanderen (officieel Frans) en Rijks-Vlaanderen (Duitse rijk). Deze Frans/Duitse grens was in de late Middeleeuwen zeer theoretisch met leenmanschappen over en weer. In 1529 zorgde de Damesvrede van Kamerijk ervoor dat de Franse Koning, Frans I, zijn aanspraken op Kroon-Vlaanderen opgaf. Hiermee verviel de oude Frans/Duitse grens uit de tijd van West-Francië.